# Karl Loube
Karl Loube (* 13. Jänner 1907 in Mährisch Kromau; † 12. Dezember 1983 in Klosterneuburg; eigentlich Karl Holoubek, auch Carl oder Charles Loubé) war ein österreichischer Komponist, Arrangeur, Kapellmeister, Theaterdirektor und Radio-Unterhaltungschef.
Sein Schaffen umfasst musikalische Lustspiele, Schlager und Wienerlieder, Musik für Filme und Fernsehproduktionen sowie zahlreiche Arrangements und Potpourris. Bekannte Künstler wie Hans Moser oder später Peter Alexander sangen sein I marschier' mit mein Duli-Dulliöh mit großem Erfolg. Bekannt ist auch sein Schlager Donaudampfschiffahrtsgesellschaftskapitän.

## Leben
Der Sohn eines Organisten und Inhabers einer Musikschule begann am Konservatorium in Brünn das Studium für Klavier und Orgel sowie Komposition bei Leoš Janáček. Später setzte er das Studium an der Wiener Musikakademie fort, wo er von Emil von Sauer am Klavier ausgebildet wurde. Um sein Studium zu finanzieren, wandte er sich der Unterhaltungsmusik zu und arbeitete als Pianist, Arrangeur und Komponist in Nachtlokalen. Danach war Loube Kapellmeister, so am Wiener Stadttheater und am Bürgertheater, und ab 1947 dann auch Direktor des Wiener Stadttheaters. 1949 stellte er mit 40 Musikern das Rot-Weiß-Rote Tanzorchester zusammen, das später den Namen Großes RWR Tanz- und Unterhaltungsorchester trug und das er 1952–55 dirigierte. 1952 wurde Loubé auch Leiter der Unterhaltungsabteilung des Senders Rot-Weiß-Rot. Nach Einstellung des Senders 1955 arbeitete er vor allem in Deutschland. Das Repertoire war breit gefächert, so begleitete er Peter Alexander, Evelyn Künneke, Leila Negra und andere bei Schallplattenaufnahmen, spielte aber auch ungesungene Tanz- und Unterhaltungsmusikstücke, sowie konzertante Bearbeitungen bekannter Melodien in aufwändigen Arrangements, rund 120 davon stammten von Karl Grell.
Seine Frau Lucie (* 28. März 1920; † 17. November 2019) war langjährige Präsidentin des Wiener Tierschutzvereines.

## Werke

### Operetten und musikalische Lustspiele
- Das Fräulein mit dem Koffer Musikalisches Lustspiel in 3 Akten von Franz Paul, Gesangstexte von Josef Petrak. (1941) 
UA 4. April 1941, Wiener Stadttheater
- Brasilianischer Kaffee Musikalisches Lustspiel in 3 Akten von Franz Paul und Fritz Eckhardt (1942)
UA 16. Jänner 1942, Residenzbühne
- Drei blaue Augen Musikalisches Lustspiel von Géza von Cziffra (1942)
UA 18. September 1942, Wiener Stadttheater
- Ohne Geld wär’ ich reich Operette in 6 Bildern von Rudolf Österreicher (1948)
UA 9. Jänner 1948, Raimundtheater, daraus:

Der Wiener braucht kein’ Opernball Walzerlied
Ich kann mir die Welt ohne Dich nicht mehr denken Lied und langsamer Walzer
Ob Du ein Mann bist Rumba
- Franziska wird energisch Musikalischer Schwank von R. Schönwiese u. J. Doneis, Liedertexte von Ernst A. Welisch. 
UA 10. Juni 1943, Wiener Stadttheater, daraus:

Mein Herz braucht zu allem Musik
Lieber Schatz, du machst mich verrückt
Ich war’ so gern dein Schatten
Die sind mir so bekannt

### Film- und TV-Musik
- 1955: Königswalzer
- 1955: Die Sennerin von St. Kathrein; daraus:

Dort, wo sich Berge und Wolken grüßen Langsamer Foxtrot (Text: Hanns Haller)
Nur nicht traurig sein Langsamer Walzer (Text: Hans Haller)
- 1955: Geheimnis einer Ärztin
- 1955: Achtung Rauschgift; daraus:

Ja, wenn der Wein nicht wär’ Wienerlied (Text: Hans Haller)
- 1956: Holiday am Wörthersee
- 1956: Hurra – die Firma hat ein Kind
- 1956: August der Halbstarke
- 1957: Der Bauerndoktor von Bayrischzell
- 1959: Immer die Mädchen
- 1959: Kein Mann zum Heiraten
- 1962: Der Pastor mit der Jazztrompete
- 1971: Wenn der Vater mit dem Sohne (Fernsehserie)
- 1973: Hallo – Hotel Sacher … Portier! (Fernsehserie)

### Schlager und Wienerlieder (Auswahl)
- Ach wie schön Lied und langsamer Foxtrot (1940; Worte: Josef Petrak)
- Ah ... das ist der neue Tanz aus Kuba! Rumba (1931; Worte: Peter Herz)
- Allah! Allah! Orientalisches Lied und Foxtrot (1936; Worte: Erich Meder)
- Als der Herrgott im Himmel die Geigen erdacht Wienerlied (1950; Text: Hans Werner und Ernst A. Welisch)
- Auf dem Weg zwischen Don und Odessa Russischer Foxtrot (1938; Worte: Erich Meder)
- Apfelkern Lied und Tango (1950; Worte: Josef Kaderka)
- Bei der Liab und beim Wein muß man vorsichtig sein Wienerlied (1950; Worte: Ernst A. Welisch)
- Bei der „Villa Maria“ Lied und Tango (1938; Worte: Erich Meder)
- Bei Kater Murr ist heute Tanz! Foxtrot-Intermezzo (1939; Worte: Ernst A. Welisch)
- Das große Glück ist nur ein Augenblick! Lied und Tango (1936; Worte: Alfred Steinberg-Frank)
- Das steht nur in den Sternen Lied und Tango (1952; Worte: Josef Hochmuth und Hans Werner)
- Der Himmel kann warten, bis i aufikumm Wienerlied (1940; Worte: Josef Petrak und Ernst A. Welisch)
- Der Vater Wein (1971; Worte: Fritz Eckhardt)
- Die Riesenschlange Grotesk-Foxtrot (1937; Text: Erich Meder)
- Donaudampfschiffahrtsgesellschaftskapitän Lied und Tango (1936, Text: Erich Meder)
- Dorothea! Lied und Foxtrot (1930; Worte: Peter Herz)
- Du bist die schönste Frau... Slow-Fox (1938; Worte: Erich Meder)
- Du g’schamiger Xandl Foxtrot (1951; Worte: Erich Meder)
- Ein Kuckuck und a Pendeluhr auch: Kuckucksuhr-Polka (1951; Worte: Fritz Eckhardt)
- Eine zärtliche Erinnerung Lied und Slowfox (1937; Text: Hanns Schachner)
- Es schnarcht der Onkel Iwan ... Fox (1939;  Worte: Erich Meder)
- Heut’ ist der Hofball bei der Bienenkönigin Foxintermezzo (1936; Worte: Erich Meder)
- I marschier' mit mein Duli-Dulliöh (1940; Text: Josef Hochmuth und Hans Werner)
- I red im Schlaf Wienerlied und Couplet (1940; Worte: Josef Petrak und Ernst A. Welisch)
- I’ bin halt a lustiger Bauernbua Ländlicher Walzer (1955; Text: Hans Haller)
- Ich bin nur ein Clown! Lied und Slowfox (1930; Worte: Peter Herz)
- Ich hab’ dir heut’ telegraphiert! Foxtrot (1939; Worte. Erich Meder)
- Ich hab halt mit dem Alkohol so hie und da ein Karambol Wienerlied (1940; Worte: Josef Petrak und Ernst A. Welisch)
- Ich kann mei Schlüsselloch net finden (1939; Text: Josef Petrak und Ernst A. Welisch)
- Ich zähl’ an meinen Knöpfen ab ... Lied und Foxtrot (1937; Worte: Erich Meder)
- Im blauen Meer liegt mein Hawai Lied und Foxtrot (1947; Worte: Josef Hochmuth)
- In der blauen Nacht Lied und Slow-Fox (1933; Text: Hanns Wilstatt und Wilhelm Sterk)
- Krach-Polka Böhmische Polka (1953: Text: Hans Werner)
- Können sie chinesisch küssen? Chinesisches Lied und Foxtrot (1937; Text: Erich Meder)
- Kukuschka Lied und Foxtrot (1935; Text vom Komponisten nach Jonel Bibescu)
- Maminka Polka (1951; Text: Fritz Eckhardt und Peter Christian)
- Mein Herz braucht zu allem – Musik Wienerlied (1963; Worte: Ernst A. Welisch und Hans Werner)
- Mein Liebling Du hast so was. Lied und Foxtrot. (1936; Text: Erich Meder)
- Mein süßes Mädl aus Napajedl auch: Zwetschkenknödl-Fox (1937; Text: Erich Meder)
- Nanu Foxtrot (1940; Worte: Josef Petrak)
- Nur Orchideen! Lied und Foxtrot (1930; Worte: Peter Herz)
- O red’ im Schlaf ... Wienerlied und Couplet (1940; Worte: Josef Petrak und Ernst A. Welisch)
- Oh, Mary-Lou! (Worte: Franz Funk)
- Oh, wie schade ... Sambaserenade (1949; Worte: Ernst A. Welisch)
- Onkel Iwan Foxtrot (1939; Text: Erich Meder)
- Schatzerl (1950; Text: Josef Petrak)
- Schreib’ mir eine Ansichtskarte! Stimmungswalzer (1949; Worte: Erich Meder)
- Sie werden immer jünger, kleine Frau! Langsamer Foxtrot (1938; Worte: Josef Petrak)
- So a Lederhosen! Lustiger Foxtrot (1936; Text: Erich Meder)
- So lieb, so schön! Lied und Tango (1936; Worte: Alfred Steinberg-Frank)
- Trau’ di, trau’ di nur net ham zum Fraudi Wienerlied (1940; Worte: Josef Hochmuth und Hans Werner)
- Träum mit mir von Hawaii Lied und Foxtrot (1938; Worte: Erich Meder)
- Verliebt sein Wienerlied (1971; Worte: Fritz Eckhardt)
- Veselý-Polka (1971; Worte: Fritz Eckhardt u. A. K. Wottitz)
- Warum willst du gehen? Lied und Tango (1937; Worte: Hanns Schachner)
- Weißt Du was, lieber Franz?! Lied und Foxtrot (1933; Text: Beda)
- Wenn der Mensch in Stimmung ist Schunkelwalzer (1938: Worte: Erich Meder)
- Wenn die Sonne mit dem Mond a klanes Gspusi hätt Wiener Liedcouplet (Text: Josef Petrak)
- Wenn du und ich zwei Mäuschen wären auch Mäuschen-Polka Polka (1949; Worte: Erich Meder)

### Sonstige Kompositionen
- Ich weiß es nicht Swing-Polka (1952)

und zahlreiche Arrangements und Potpourris